# بدون مدرک
«بدون مدرک» (انگلیسی: Without Evidence) فیلمی در ژانر مستند درام به کارگردانی جیل دنیس است که در سال ۲۰۰۰ منتشر شد. از بازیگران آن می‌توان به آنا گان و آنجلینا جولی اشاره کرد.